# Facel Vega Facellia

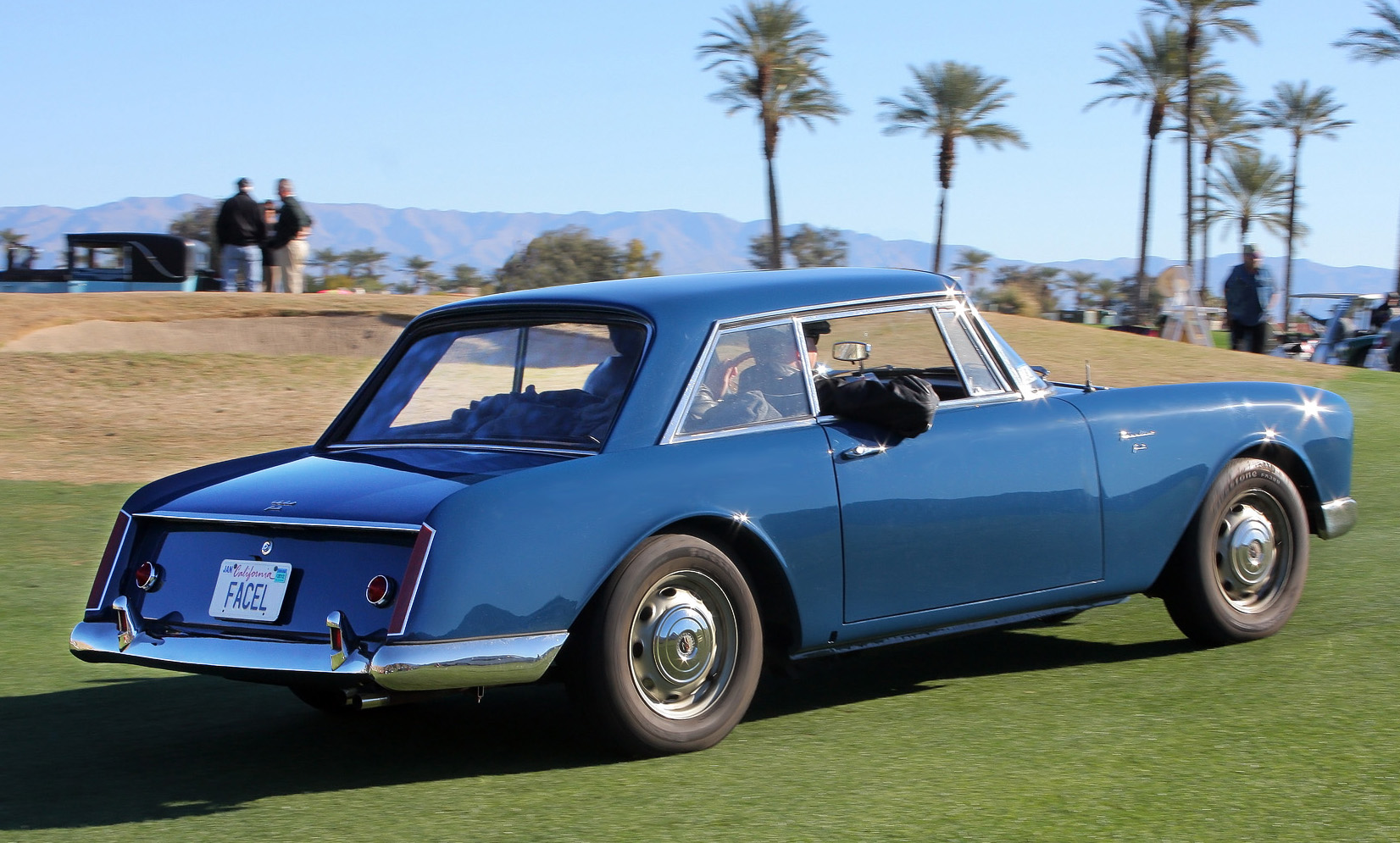
Facel Vega Facellia F2 Coupe 4 Pl. (Heckansicht)

Der Facel Vega Facellia (Typ FA; gemäß dem Französischen auch die Facellia) war ein sportlicher PKW, den der französische Automobilhersteller Facel S.A. von 1960 bis 1963 baute. Er war als Konkurrenz zu Modellen von Alfa Romeo oder Porsche konzipiert. Der Facellia litt jedoch unter Qualitätsproblemen und ruinierte den Ruf der Marke, die bereits 1964 den Betrieb einstellen musste.

## Entwicklungsgeschichte
Der Wagen entsprang der Idee von Jean Daninos, ein kleineres Modell als Wettbewerber zu den Wagen von Alfa Romeo, Porsche und Triumph zu kreieren. Diese Konkurrenzprodukte waren damals das Maß der Dinge im Bereich der Sportwagen mit mittelgroßem Hubraum. Die Konstruktionsarbeiten begannen 1957 und im September 1959 wurde der neue, kleine Wagen im Musée Jacquemart-André in Paris der Öffentlichkeit vorgestellt. Sein „Pate“ war der britische Rennfahrer Stirling Moss, der schon Kunde bei Facel war. Schließlich war der Facellia im Oktober 1959 eine der großen Neuheiten des Mondial de l’Automobile de Paris; ab hier gingen bis Ende des Jahres bereits 1000 Bestellungen ein. Im März 1960 wurde das Modell homologiert und im Sommer wurden die ersten Exemplare ausgeliefert. Es gab ein zweisitziges Cabriolet, ein vier- und ein 2+2-sitziges Coupé. Letzteres sah mit seiner eleganten Karosserie einem Cabriolet mit Hardtop ähnlich.

## Technik
Der Facellia folgte im Großen und Ganzen der technischen Linie der großen Achtzylindermodelle der Marke. Er hatte ein Rohrrahmenfahrgestell, eine Ganzstahlkarosserie, Einzelradaufhängung vorne und eine Starrachse hinten. Anders als seine großen Schwestermodelle, beschränkte sich der Facellia auf „europäischere“ Maße. Die Lenkung kam von Gemmer France und die Serienmodelle erhielten Scheibenbremsen von Dunlop. Neu war statt eines Importmotors ein von der Société Pont-à-Mousson (PAM) im Auftrag entwickeltes Triebwerk – einem Hersteller, von dem Facel bereits Schaltgetriebe und Trommelbremsen für einige Achtzylindermodelle bezog. Pont-à-Mousson plante zu diesem Zeitpunkt einen Sechszylindermotor mit 2,8 Litern Hubraum und zwei obenliegenden Nockenwellen, den der italienische Ingenieur Carlo Marchietti entworfen hatte, der aber von Facel für sein großes Modell nicht akzeptiert worden war. Hiervon wurde nun ein Vierzylinderaggregat mit 1646 cm³ Hubraum abgeleitet (Bohrung × Hub: 82 × 78 mm), das zum anfänglichen Lastenheft des Facellia passte. Es sah vor, dass das Fahrzeug in die damalige französische Steuerklasse mit neun Steuer-PS passte. Der Motor mit Graugussmotorblock, Aluminium-Zylinderkopf, zwei obenliegenden Nockenwellen und geschmiedeter Kurbelwelle entwickelte eine Leistung von 115 PS (85 kW) bei 6400/min. Pont-à-Mousson lieferte die Komponenten, die bei Facel im Werk Puteaux montiert wurden, wo dazu auch ein Testlabor eingerichtet wurde. Die Getriebe kamen, einbaufertig, ebenfalls von Pont-à-Mousson und die Einscheiben-Trockenkupplungen von Ferodo. Ein Automatikgetriebe war für den kleinen Facel Vega nicht vorgesehen, hingegen konnte der Kunde zwischen zwei Lenkübersetzungen wählen: 16.4 : 1 oder 13.5 : 1.
Der Tank fasste 65 Liter. Der Prototyp wurde vom Hersteller mit einer Höchstgeschwindigkeit von über 180 km/h gemessen, die Beschleunigung von 0 auf 100 km/h schaffte er in 13,2 Sekunden. Der Facellia hatte einen Wendekreis von 10 Meter.
Zunächst erschien das Cabriolet, die geschlossenen Versionen wurden wenig später nachgeschoben.
Die ersten ausgelieferten Wagen litten unter Motorschäden, die sich mit zu hohem Ölverbrauch ankündigten und mit durchgebrannten Kolben endeten. Die Fabrik tauschte die Motoren sofort auf Garantie.

## Weiterentwicklung

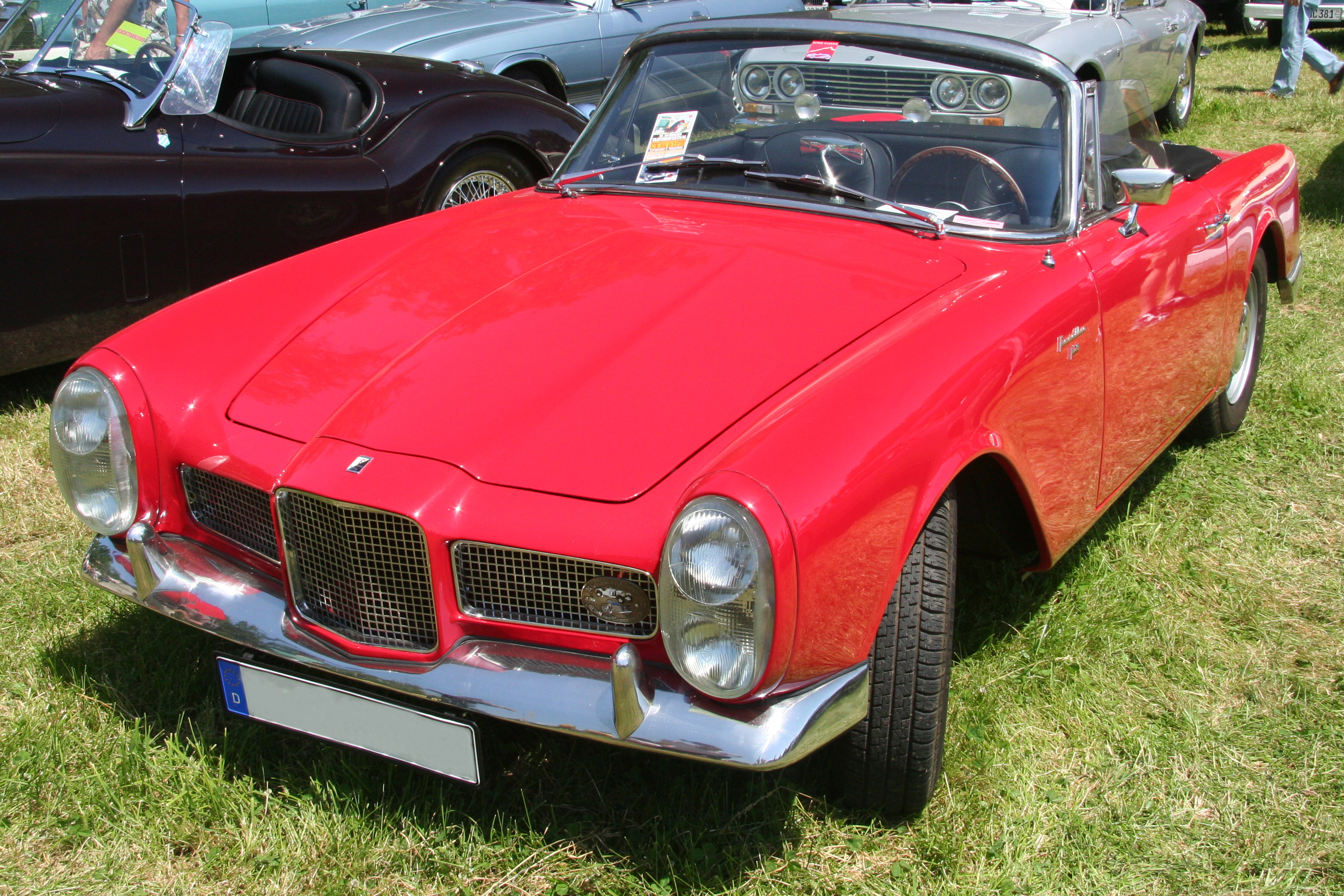
Facel Vega Facellia F2

Die immer wieder auftretenden Motorschäden belasteten Facel wirtschaftlich und ruinierten den Ruf der Marke, obwohl das Werk schnell und kulant reagierte. Die Motoren wurden verbessert, um die anfänglichen Probleme schnell zu beheben. Bereits ab Februar 1961 gab es daher den Facellia F2, welcher im Oktober 1960 am Pariser Autosalon erstmals präsentiert wurde. Die gesamte Mechanik wurde von der Gesellschaft le Moteur Moderne überarbeitet, um sie zuverlässiger zu machen. Der Motor erhielt neue Kühlwasserkanäle, Kolben, Kipphebel und eine von 9,4 auf 9,2 : 1 reduzierte Verdichtung. Angeblich wegen der besseren Aerodynamik wurden die Doppelscheinwerfer nach und nach durch Scheinwerfer von Marchal-Mégalux ersetzt, wie sie der Facel II hatte. Tatsächlich gab das Werk nun eine Höchstgeschwindigkeit von 192 km/h an. Das Armaturenbrett wurde, wie bei den V8-Modellen, mit Holzimitatfarbe gestrichen statt mit Leder bezogen. Auf der Mondial de l’automobile de Paris 1961 erschien das letzte weiterentwickelte Modell, der Facellia F2B. Es hatte mit einigen kleineren Veränderungen aufzuwarten, wie einem Tankeinfüllstutzen hinter dem hinteren Nummernschild. Die neuen Marchal-Mégalux-Scheinwerfer wurden nun serienmäßig eingebaut und die Verdichtung des Motors auf 9,2 : 1 zurückgenommen.
Es gab auch eine Sportversion mit der Bezeichnung F2S, die sich vom Grundmodell durch eine höhere Verdichtung (9,6 : 1) und zwei Weber-Flachstromvergaser unterschied. Ihr Motor leistete 126 PS (93 kW). Die Fahrzeuge, die an ihren Plexiglasabdeckungen über den Scheinwerfern zu erkennen sind, erreichten eine Höchstgeschwindigkeit von 194 km/h. Obwohl dieses Modell offiziell in der Motorpresse angekündigt wurde, scheint es nie offiziell verkauft worden zu sein.
Nur die direktere Lenkübersetzung 13,5 : 1 des F2S war für die normale Facellia F2 erhältlich.
Der F2S-Prototyp wurde vom Royal Automobile Club de Belgique offiziell mit 193,350 km/h gemessen.

## Wettbewerbe

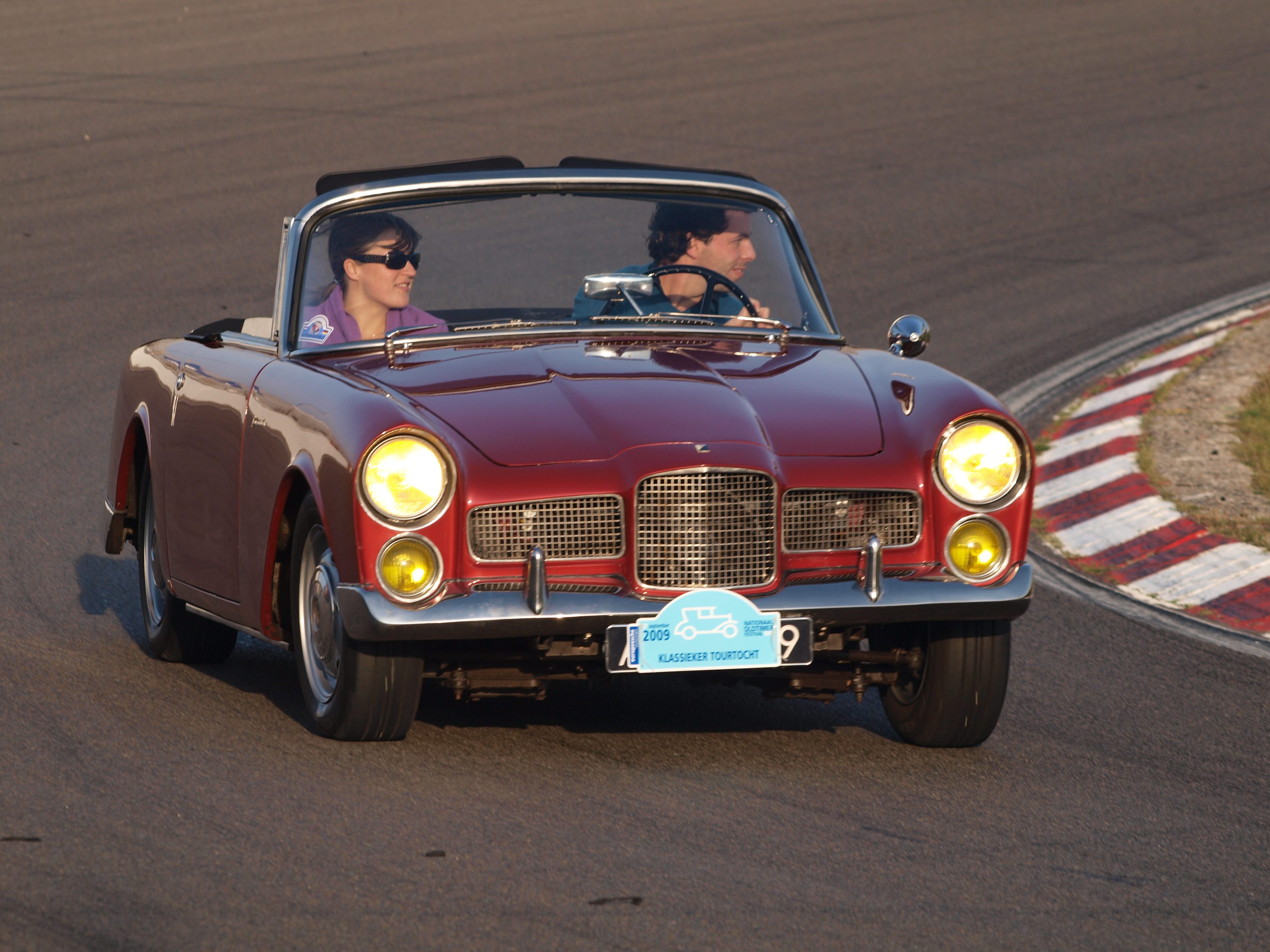
Facel Vega Facellia Cabriolet Typ FA

Der Facellia war der einzige Facel Vega, der an Rennveranstaltungen teilnahm. Er erreichte einige Siege in seiner Kategorie, so mit Maurice Gatsonides und Louis Van Noordwijk an der Rallye Monte Carlo 1961.
Im Juni desselben Jahres gewann ein Facellia, pilotiert von Hazard/Loberte, die Klasse über 1600 cm³ der Rallye de Lorraine (vor AC Bristol und Austin Healey) und wenig später mit dem Damenteam Annie Soisbault/Michèle Cancre die Tour de France für Automobile 1961. 1962 beendeten Poirot/Hazard die Rallye Monte Carlo als Zweite ihrer Klasse.

## Folgen
Dass der Facellia ein Schlüsselmodell für die Marke würde, war von Anfang an klar. Es gab Marktstudien, die von einem Verkaufspotential von ca. 2000 Fahrzeugen pro Jahr ausgingen. Zur Finanzierung brauchte das bis dahin aus eigenen Mitteln operierende Unternehmen einen Bankkredit. Außerdem wurden Investoren gesucht und in Pont-à-Mousson, Hispano-Suiza und Mobil Oil France auch gefunden.
Die Motorprobleme führten letztlich zu Jean Daninos’ Ablösung als Unternehmensleiter und nach erfolgloser Sanierung zur Insolvenz der Facel S.A. Daraus folgte 1964, nach etwa zwei Jahren unter Insolvenzverwaltung, die Schließung.
Die Qualitätsprobleme des Facellia scheinen von Daninos unterschätzt worden zu sein. Nach seiner Abberufung von der Unternehmensführung (er blieb technischer Direktor und zeitweilig außerdem Verkaufsleiter) machte er auch mehr das Krisenmanagement seines Nachfolgers Jean-Gaston Breton für den Untergang verantwortlich als die technischen Probleme. Insgesamt tauschte Facel etwa 300 Motoren aus; unnötig viele nach Daninos Meinung, weil er fand, dass teilweise ersetzt wurde, ohne dass es zuvor eine Beanstandung gegeben habe.

## Unterscheidungsmerkmale
Von den optisch sehr ähnlichen Facel III und Facel 6 lässt sich der Facellia an einigen optischen Details unterscheiden:
Frühe Exemplare haben offene Rundscheinwerfer ohne Plexiglasabdeckung. Die seitlichen Kühlermasken haben wie die mittlere ein Gitter; Facel III und 6 haben stattdessen einen Chromstab. Die auffälligsten Unterschiede finden sich am Heck. Die Schlusslichter des Facellia sind senkrecht in die Karosserie eingepasst; ergänzend gibt es runde Rückfahrlichter. Der Kofferraumdeckel steht vor und hat ein Chromband zum Abschluss. Ab dem Facellia F2B sitzt der Tankeinfüllstutzen hinter dem hinteren Nummernschild. Bei Facel III und Facel 6 wurden die Schlusslichter durch etwas größere runde Einheiten ersetzt. Der Kofferraumdeckel von Facel III und Facel 6 ist weiter zur Stoßstange gezogen und steht nicht mehr vor.

## Prominente Besitzer
- Jean-Paul Guerlain, Inhaber des Parfumhauses Guerlain (Facellia F2B)
- Guy Laroche, Couturier (Facellia FA)
- Louis Malle, Filmregisseur (Facellia FA)
- Jean Marais, Filmschauspieler (Facellia F2B)
- Maurice Trintignant, Autorennfahrer (Facellia FA)
- François Truffaut, Filmregisseur (Facellia FA)

Die Fahrgestellnummern der Fahrzeuge von Malle und Truffaut liegen nur zwei Nummern auseinander: FA A195 (Malle) und FA A197 (Truffaut).

## Einstufung im französischen Steuer- und Versicherungssystem
Der Wagen war im Vergleich zu den bis dahin erschienen Modellen eher schwach motorisiert und wurde mit 9 CV taxiert.